# 1805 au Nouveau-Brunswick
Chronologie du Nouveau-Brunswick
- 1801
- 1802
- 1803
- 1804
- 1805
- 1806
- 1807
- 1808
- 1809

Cette page concerne des événements survenus en 1805 dans la colonie du Nouveau-Brunswick.

## Événements
- 5 mars : création de la réserve de Burnt Church 14.

## Naissances
- 16 février : Edmund Walker Head, gouverneur général du Canada et lieutenant-gouverneur du Nouveau-Brunswick.
- 8 décembre : Amand Landry, premier acadien député.

## Décès
- 3 mars : Samuel Lee, fonctionnaire, juge, homme d’affaires et homme politique.